# 夏尔·弗雷德里克·吉拉尔
夏尔·弗雷德里克·吉拉尔（法語：Charles Frédéric Girard，法語發音：[ʃaʁl fʁedeʁik ʒiʁaʁ]；1822年3月8日—1895年1月29日）为法国生物学家，其专业于鱼类学及爬虫学。